# Chiesa madre di San Nicolò e del Santissimo Salvatore

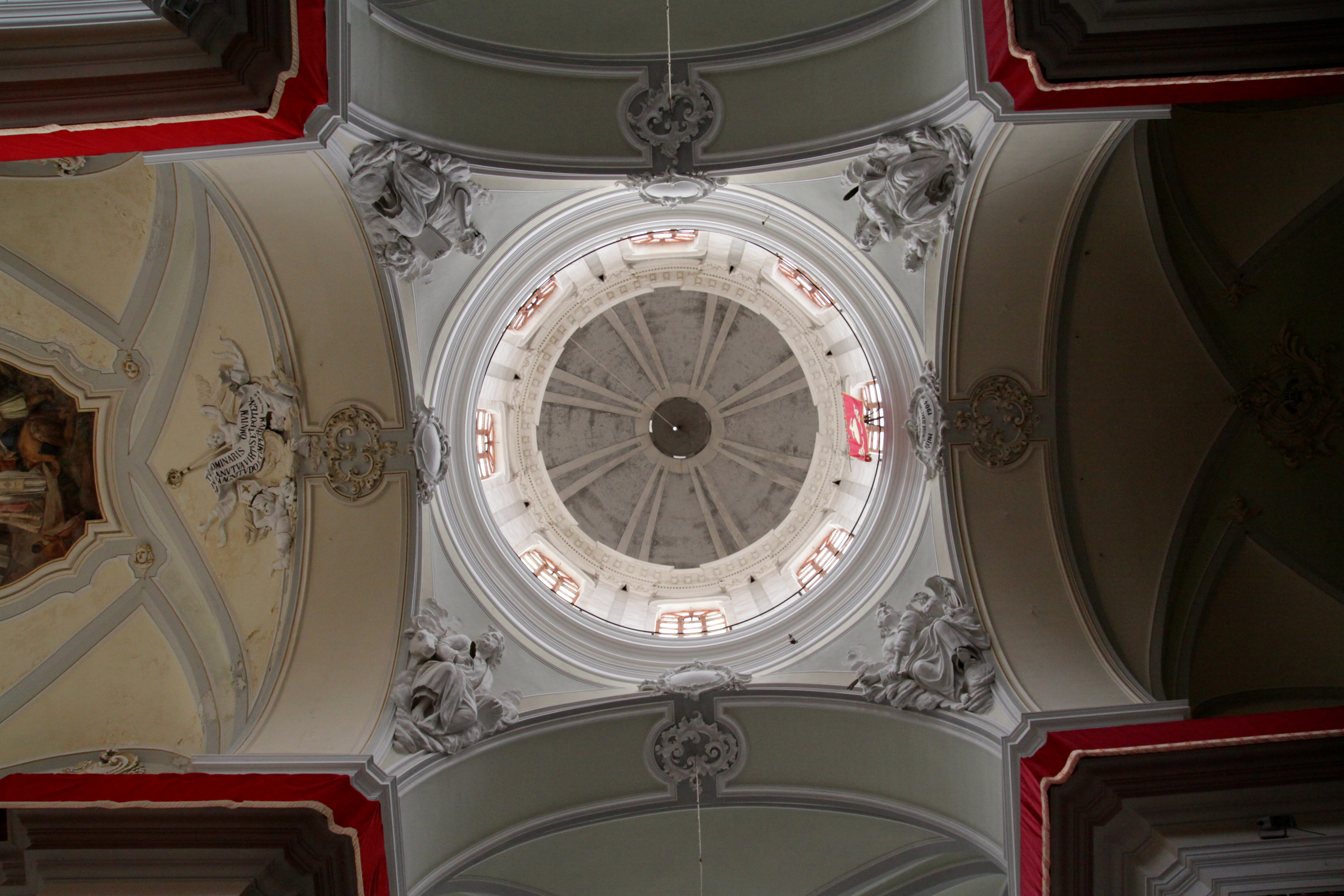
Particolare del transetto con la cupola.

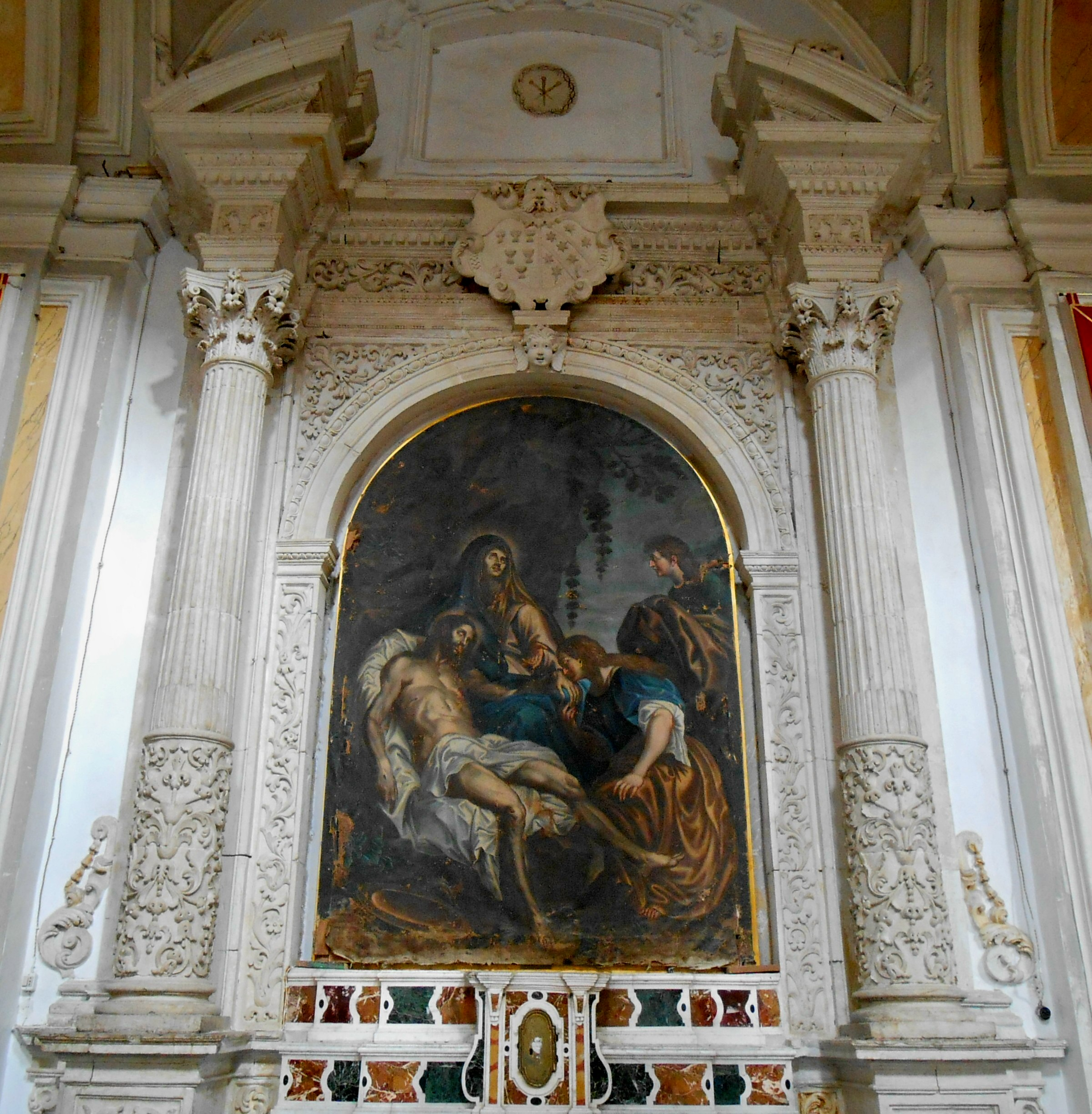
Primitiva Cappella della Pietà, oggi Cappella di Santa Rita.

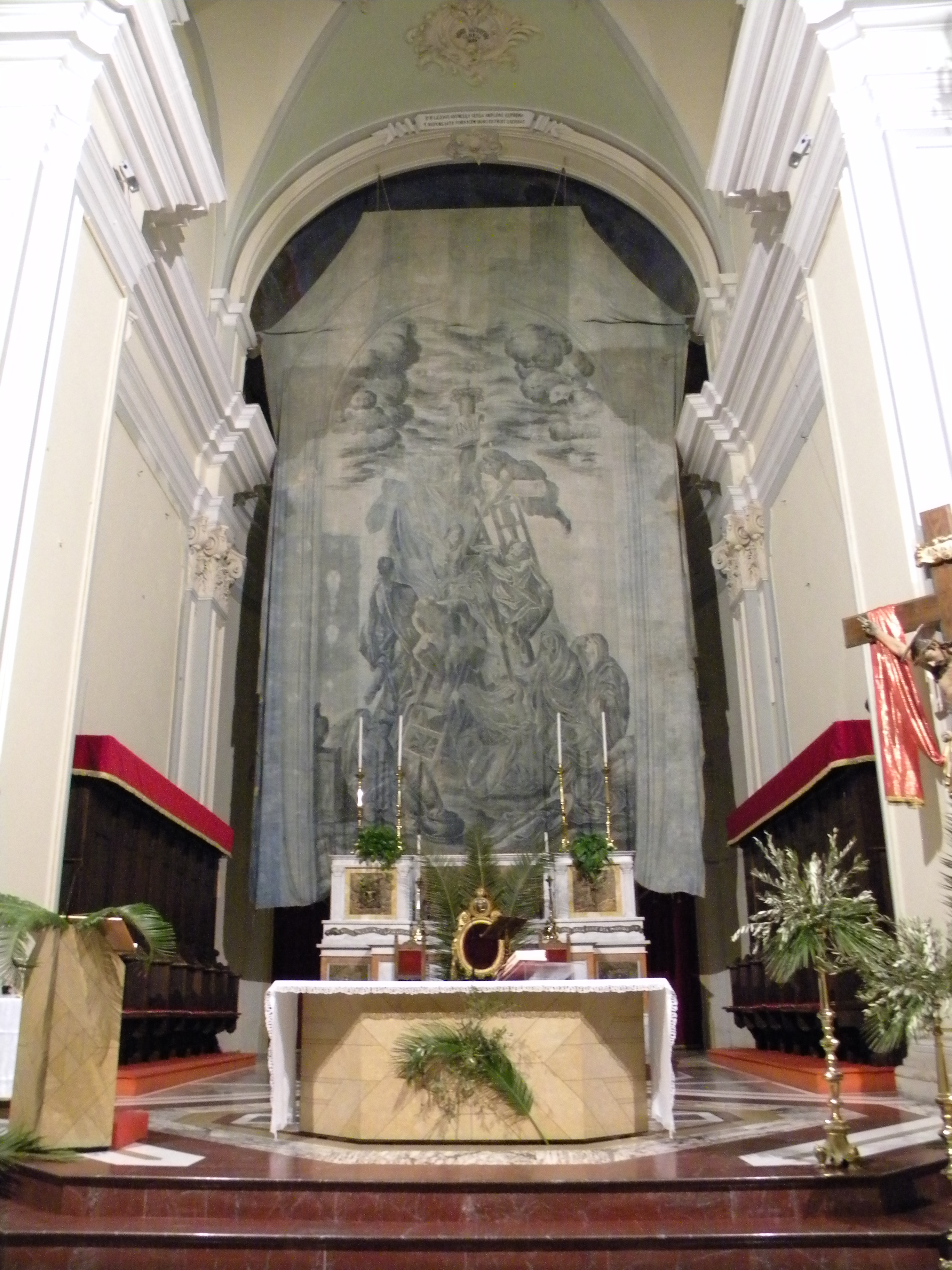
'A Tila.

La chiesa madre di San Nicolò e del Santissimo Salvatore sorge a Militello in Val di Catania. 

## Storia

### Epoca aragonese - spagnola
Primitiva chiesa madre e principale luogo di culto cittadino patrocinato dalle famiglie Barresi - Branciforte è la Chiesa Madre San Nicolò il Vecchio.
Il lungo sciame sismico noto come Magnus Terremotus in terra Xiclis danneggia parzialmente il monumento che sarà in più riprese oggetto di lunghi cantieri di lavoro di ingrandimento e perfezionamento. Il polo monumentale fu totalmente distrutto dal terremoto del Val di Noto del 1693, progressivamente spogliato a partire dal XVIII secolo dei materiali da costruzione, degli arredi e delle opere d'arte, per la costruzione e abbellimento della nuova Matrice.

### Epoca borbonica
Nel lungo frangente della ricostruzione fu la chiesa della Madonna della Catena a ricoprire le funzioni di chiesa madre, in seguito dalla chiesa di San Sebastiano. Il 6 dicembre del 1721, dopo 28 anni trascorsi dal tragico evento, fu posta la prima pietra della nuova fabbrica.
Edificio dal profilo ampio e slanciato, edificato a partire dal 1721, in sostituzione dell'antica matrice (oggi detta San Nicolò il Vecchio), aperta al culto nel 1740. Nel 1750 fu completato il primo ordine della facciata, progettato dall'architetto Girolamo Palazzotto, mentre nel 1765 furono realizzati il secondo ordine e il campanile con cupolino in stile orientale dal celebre architetto catanese Francesco Battaglia.

### Epoca contemporanea
Sul finire del XIX secolo, fu ingrandita con la costruzione del transetto e dell'abside, nel 1904 fu sopraelevata la cupola su un alto tamburo con finestroni, prima opera in cemento armato della Sicilia orientale, alta 30 metri, il cui plastico per la sua originalità ricevette il primo premio all'Esposizione Internazionale di Parigi del 1900.
Dopo il sisma del 13 dicembre 1990, altrimenti noto come terremoto di Santa Lucia, la chiesa è stata sottoposta a lunghi lavori di consolidamento strutturale e restauri.
Il 28 giugno 2002 il monumento è stato inserito da parte dell'UNESCO come patrimonio dell'umanità.
Nel 2022,è stata elevata a Basilica Pontifica Minore.

## Facciata
Il prospetto tardo-barocco della chiesa, scandito da otto grandi paraste con alti basamenti e capitelli corinzi, comprende il portale centrale (recuperato dall'altare maggiore della vecchia matrice) con colonne binate e timpano ad arco spezzato e le due porte laterali, dette del sole e  della luna, sormontate da finestre a rosone.

## Interno
L'interno della chiesa, a croce latina, presenta tre navate divise da cinque arcate sorrette da dodici pilastri con capitelli ionici, decorate da raffinati stucchi settecenteschi ai quali si aggiungono nei pennacchi della cupola le statue dei quattro evangelisti, eseguiti dallo scultore catanese Giuseppe D'Arrigo. Nel 1950 furono realizzati gli affreschi della volta e dell'abside dal concittadino Giuseppe Barone, raffiguranti scene della vita di San Nicola e i Misteri gloriosi di Gesù - le Tre doti di San Nicolò, Storia di San Nicolò e l'Apoteosi del Santissimo Salvatore - opere realizzate nella volta e nell'abside.

### Navata destra
- Prima campata: Cappella di San Gerardo Maiella, primitiva Cappella di Sant'Andrea. L'antico dipinto raffigurante Sant'Andrea nella riconversione del titolo è stato sostituito con la statua in cartapesta raffigurante San Gerardo Maiella. Nell'ambiente è realizzato il ciclo di affreschi su episodi di vita del redentorista: Miracolo di San Gerardo, Ascensione di San Gerardo, Comunione di San Gerardo, Morte di San Gerardo, opere realizzate da Giuseppe Barone nel 1921.
- Seconda campata: Cappella di Sant'Antonio di Padova, primitiva Cappella di Sant'Eligio. Manufatti provenienti dalla primitiva chiesa madre, la statua raffigurante Sant'Eligio è custodita nel Museo. La nicchia ospita la secentesca statua lignea raffigurante Sant'Antonio di Padova.
- Terza campata: Cappella di Maria Santissima del Carmelo, primitiva Cappella di San Nicola di Bari. Dal 1906 l'ambiente è dedicato alla Madonna del Carmelo.
- Quarta campata: Cappella di Santa Rita, primitiva Cappella di Maria Santissima dei Sette Dolori o Cappella della Pietà. Manufatto marmoreo seicentesco proveniente dalla chiesa di San Nicolò il Vecchio. La sopraelevazione e costituita da colonne con capitelli corinzi che presentano la parte inferiore del fusto decorata con rilievi ad arabesco, scanalature di stile dorico nella parte superiore. Timpano ad archi spezzati, sovrapposti e simmetrici con stemma sulla cornice, edicola intermedia e raffigurazione dei Tre chiodi della Crocifissione. Una elegante e raffinata decorazione delimita la nicchia. In origine l'ambiente accoglieva il gruppo ligneo della Pietà con la settecentesca statua del Cristo Morto, oggi custodito presso il Museo. La nicchia era racchiusa da una tela settecentesca raffigurante la Pietà o Deposizione dalla Croce, attribuita allo Scirè. Dal 1950c. circa ospita la statua raffigurante Santa Rita da Cascia.
- Quinta campata: Cappella della Madonna di Pompei, primitiva Cappella di San Francesco di Sales. Nella nicchia è collocato il gruppo in cartapesta di scuola leccese raffigurante la Vergine del Rosario attorniata da San Domenico di Guzmán e Santa Caterina d'Alessandria genuflessi, l'intero manufatto parietale è delimitato dai quadretti che riproducono i 15 misteri del Rosario.

### Navata sinistra
- Prima campata: Battistero delimitato da cancellata in ferro battuto e fonte battesimale in marmo di Carrara con cupolino ligneo a bulbo.
- Seconda campata: Cappella della Sacra Famiglia, primitiva Cappella della Madonna delle Grazie. Altare con nicchia contenente la Sacra Famiglia, gruppo scultoreo di fattura napoletana del 1748.
- Terza campata: Cappella del Sacro Cuore di Gesù. Altare in marmi policromi, la nicchia ospita la statua lignea raffigurante il Sacro Cuore di Gesù, opera di Girolamo Bagnasco.
- Quarta campata: Cappella di Santa Lucia. Altare in marmi policromi e nicchia contenente la statua raffigurante Santa Lucia vergine e martire del XVII secolo, opere provenienti dalla vecchia matrice.
- Quinta campata: Cappella del Santissimo Crocifisso. Ambiente recuperato dal 1992 adibito a varco e convertito a cappella votiva. Alla parete un Crocifisso seicentesco d'ignoto autore delimitato in basso da due angeli ceroforari di scuola romana.

## Museo
Dal 1981 i locali sotterranei delle vecchie cripte cimiteriali della chiesa ospitano il Museo d'Arte Sacra di San Nicolò, importante istituzione museale che custodisce ed espone al pubblico notevoli opere d'arte e sacre suppellettili provenienti dalla chiesa madre e dalle sue chiese filiali.